# Twine (Website)
Twine (von englisch „twine“, „Schnur/Wickelung“) war eine Website zur kostenlosen Verknüpfung von Wissensnetzwerken. Ziel von Twine war der konkrete Wissensaustausch zwischen den einzelnen Nutzern, wobei es nicht wie bei Web-2.0-Anwendungen darum ging, wen man kennt, sondern darum, was man weiß. Dieser Aspekt verkörpert damit genau jene Ideen, welche hinter dem semantischen Web (auch als Web 3.0 bezeichnet) stehen.
Twine wurde von Nova Spivack, CEO von Radar Networks, einem Semantic-Web-Startup aus San Francisco gegründet. Der offizielle Start von Twine war im Oktober 2008. Finanziert wurde der Dienst durch Investoren wie etwa Velocity Interactive Group, Draper Fisher Jurvetson und Vulcan.
Am 11. März 2010 wurde Radar Networks von Evri Inc. zusammen mit Twine für eine unbekannte Summe erworben. Seit dem 14. Mai 2010 wird twine.com nicht mehr unterstützt. Aufrufe werden nach evri.com umgeleitet. Evri Inc. wird finanziert von Paul Allens Beteiligungsunternehmen Vulcan Inc.
Mittlerweile wird die URL twine.com von einem anderen Unternehmen verwendet. 